# Gómez Farías (kommun i Mexiko, Tamaulipas)
Gómez Farías är en kommun i Mexiko.   Den ligger i delstaten Tamaulipas, i den centrala delen av landet, 400 km norr om huvudstaden Mexico City.
Följande samhällen finns i Gómez Farías:
- Guadalupe Victoria
- El Ojo de Agua
- San Pedrito
- Nuevo Pensar del Campesino
- La Esperanza
- Emiliano Zapata
- Alta Cima
- La Taxqueña
- La Misión